# 張斐
張斐（1423年—？年），字文著，山東萊州府掖縣人，軍籍，治《詩經》，年二十六歲中式正統十三年戊辰科第三甲第三十五名進士。正月十九日生，行一，曾祖張友道；祖張居寧；父張善；母朱氏。具慶下，妻楊氏。由國子生中式山東鄉試第一名舉人，會試中式第八十八名。